# Jeff Baker
Jeffrey Glen Baker (* 21. Juni 1981 in Bad Kissingen, Bayern) ist ein ehemaliger US-amerikanischer Baseballspieler. In der Major League Baseball (MLB) spielte der Utility Player zuletzt bei den Miami Marlins.

## Karriere

### Colorado Rockies
Seine Premiere in der Major League Baseball feierte Jeff Baker im Jahr 2005 für die Colorado Rockies. Während seiner Zeit bei den Rockies trug Baker die Trikotnummer 10.

### Chicago Cubs
Am 2. Juli 2009 wechselte Baker im Tausch mit Minor-League-Pitcher Al Alburquerque zu den Chicago Cubs. Seine Trikotnummer bei den Cubs war zunächst die 28, später die 3.

### Detroit Tigers
Am 5. August 2012 transferierten die Cubs Baker zu den Detroit Tigers und werden im Gegenzug zwei noch zu benennende Spieler von den Tigers erhalten. Für Detroit bestritt Baker nur 15 Spiele, bevor er am 31. August 2012 zu den Atlanta Braves wechselte. Atlanta wird im Zuge dessen einen Spieler an Detroit abgeben, dessen Identität aber noch nicht feststeht.

### Texas Rangers
Im Januar 2013 unterzeichnete Baker einen Minor-League Vertrag bei den Texas Rangers und stand beim Opening Game im Kader des MLB-Teams. Seinen ersten Hit für die Rangers schlug er am 13. April gegen die Mariners, sein erster Home Run für Texas folgte am 19. April, ebenfalls gegen das Team aus Seattle. Am 14. Juni verletzte er sich am Daumen und musste einen Monat pausieren.

### Miami Marlins
Im Februar 2014 unterzeichnete Baker einen Zweijahresvertrag über 3,7 Millionen US-Dollar bei den Miami Marlins. Am 31. Juli 2015 wurde Baker von den Marlins entlassen und befindet sich seitdem im Free Agent Status.